# Liste des titres musicaux numéro un en Allemagne en 2022
Cette page liste les titres numéro un dans les meilleures ventes de disques en Allemagne pour l'année 2022 selon Media Control Charts.
Les classements sont issus des 100 meilleures ventes de singles et des 100 meilleures ventes d'albums. Ils se déroulent du vendredi au jeudi, et sont publiés le mardi par l'industrie musicale allemande.

## Classement des singles
| №  | Date         | Artiste                   | Titre                           | Référence |
| -- | ------------ | ------------------------- | ------------------------------- | --------- |
| 1  | 7 janvier    | Gayle                     | ABCDEFU                         |           |
| 2  | 14 janvier   | Gayle                     | ABCDEFU                         |           |
| 3  | 21 janvier   | Kummer feat. Fred Rabe    | Der letzte Song                 |           |
| 4  | 28 janvier   | Gayle                     | ABCDEFU                         |           |
| 5  | 4 février    | Gayle                     | ABCDEFU                         |           |
| 6  | 11 février   | Gayle                     | ABCDEFU                         |           |
| 7  | 18 février   | Gayle                     | ABCDEFU                         |           |
| 8  | 25 février   | Gayle                     | ABCDEFU                         |           |
| 9  | 4 mars       | Gayle                     | ABCDEFU                         |           |
| 10 | 11 mars      | Miksu/Macloud & T-Low     | Sehnsucht                       |           |
| 11 | 18 mars      | Rammstein                 | Zeit (de)                       |           |
| 12 | 25 mars      | Miksu/Macloud & T-Low     | Sehnsucht                       |           |
| 13 | 1er avril    | Miksu/Macloud & T-Low     | Sehnsucht                       |           |
| 14 | 8 avril      | Miksu/Macloud & T-Low     | Sehnsucht                       |           |
| 15 | 15 avril     | Rammstein                 | Zick Zack (de)                  |           |
| 16 | 22 avril     | Harry Styles              | As It Was                       |           |
| 17 | 29 avril     | Miksu/Macloud & T-Low     | We Made It                      |           |
| 18 | 6 mai        | Luciano                   | Beautiful Girl                  |           |
| 19 | 13 mai       | Luciano                   | Beautiful Girl                  |           |
| 20 | 20 mai       | Luciano                   | Beautiful Girl                  |           |
| 21 | 27 mai       | Luciano                   | Beautiful Girl                  |           |
| 22 | 3 juin       | Luciano                   | Beautiful Girl                  |           |
| 23 | 10 juin      | Luciano                   | Beautiful Girl                  |           |
| 24 | 17 juin      | Domiziana                 | Ohne Benzin                     |           |
| 25 | 24 juin      | DJ Robin & Schürze        | Layla                           |           |
| 26 | 1er juillet  | DJ Robin & Schürze        | Layla                           |           |
| 27 | 8 juillet    | DJ Robin & Schürze        | Layla                           |           |
| 28 | 15 juillet   | DJ Robin & Schürze        | Layla                           |           |
| 29 | 22 juillet   | DJ Robin & Schürze        | Layla                           |           |
| 30 | 29 juillet   | DJ Robin & Schürze        | Layla                           |           |
| 31 | 5 août       | DJ Robin & Schürze        | Layla                           |           |
| 32 | 12 août      | DJ Robin & Schürze        | Layla                           |           |
| 33 | 19 août      | DJ Robin & Schürze        | Layla                           |           |
| 34 | 26 août      | Nina Chuba                | Wildberry Lillet                |           |
| 35 | 2 septembre  | Nina Chuba                | Wildberry Lillet                |           |
| 36 | 9 septembre  | Miksu/Macloud & T-Low     | Nachts wach                     |           |
| 37 | 16 septembre | Nina Chuba                | Wildberry Lillet                |           |
| 38 | 23 septembre | Nina Chuba                | Wildberry Lillet                |           |
| 39 | 30 septembre | Luciano feat. Aitch & Bia | Bamba                           |           |
| 40 | 7 octobre    | Twenty4tim                | Gönn dir                        |           |
| 41 | 14 octobre   | Luciano feat. Aitch & Bia | Bamba                           |           |
| 42 | 21 octobre   | Luciano feat. Aitch & Bia | Bamba                           |           |
| 43 | 28 octobre   | Peter Fox feat. Inéz      | Zukunft Pink                    |           |
| 44 | 4 novembre   | Peter Fox feat. Inéz      | Zukunft Pink                    |           |
| 45 | 11 novembre  | Peter Fox feat. Inéz      | Zukunft Pink                    |           |
| 46 | 18 novembre  | Peter Fox feat. Inéz      | Zukunft Pink                    |           |
| 47 | 25 novembre  | Peter Fox feat. Inéz      | Zukunft Pink                    |           |
| 48 | 2 décembre   | Mariah Carey              | All I Want for Christmas Is You |           |
| 49 | 9 décembre   | Mariah Carey              | All I Want for Christmas Is You |           |
| 50 | 16 décembre  | Mariah Carey              | All I Want for Christmas Is You |           |
| 51 | 23 décembre  | Mariah Carey              | All I Want for Christmas Is You |           |
| 52 | 30 décembre  | Wham!                     | Last Christmas                  |           |

## Classement des albums
| №  | Date         | Artiste                                            | Titre                                                       | Référence |
| -- | ------------ | -------------------------------------------------- | ----------------------------------------------------------- | --------- |
| 1  | 7 janvier    | Feuerschwanz                                       | Memento Mori                                                |           |
| 2  | 14 janvier   | Daniela Alfinito                                   | Löwenmut                                                    |           |
| 3  | 21 janvier   | Gzuz                                               | Große Freiheit                                              |           |
| 4  | 28 janvier   | Billy Talent                                       | Crisis of Faith                                             |           |
| 5  | 4 février    | Versengold                                         | Was kost die Welt                                           |           |
| 6  | 11 février   | Orchestre philharmonique de Berlin & John Williams | The Berlin Concert                                          |           |
| 7  | 18 février   | Katja Krasavice                                    | Pussy Power                                                 |           |
| 8  | 25 février   | Finch                                              | Rummelbums                                                  |           |
| 9  | 4 mars       | Casper                                             | Alles war schön und nichts tat weh                          |           |
| 10 | 11 mars      | Sabaton                                            | The War To End All Wars                                     |           |
| 11 | 18 mars      | Ghost                                              | Impera                                                      |           |
| 12 | 25 mars      | Edo Saiya                                          | Polar                                                       |           |
| 13 | 1er avril    | Placebo                                            | Never Let Me Go                                             |           |
| 14 | 8 avril      | Red Hot Chili Peppers                              | Unlimited Love                                              |           |
| 15 | 15 avril     | Roy Bianco & Die Abbrunzati Boys                   | Mille Grazie                                                |           |
| 16 | 22 avril     | Mike Singer                                        | Emotions                                                    |           |
| 17 | 29 avril     | Sun Diego                                          | Yellow Bar Mitzvah                                          |           |
| 18 | 6 mai        | Rammstein                                          | Zeit                                                        |           |
| 19 | 13 mai       | Rammstein                                          | Zeit                                                        |           |
| 20 | 20 mai       | Rammstein                                          | Zeit                                                        |           |
| 21 | 27 mai       | Harry Styles                                       | Harry's House                                               |           |
| 22 | 3 juin       | Die Toten Hosen                                    | Alles aus Liebe: 40 Jahre Die Toten Hosen                   |           |
| 23 | 10 juin      | SDP                                                | Ein gutes schlechtes Vorbild                                |           |
| 24 | 17 juin      | BTS                                                | Proof                                                       |           |
| 25 | 24 juin      | Rammstein                                          | Zeit                                                        |           |
| 26 | 1er juillet  | Porcupine Tree                                     | Closure/Continuation                                        |           |
| 27 | 8 juillet    | Rammstein                                          | Zeit                                                        |           |
| 28 | 15 juillet   | Powerwolf                                          | The Monumental Mass                                         |           |
| 29 | 22 juillet   | Farid Bang & Capital Bra                           | Deutschrap brandneu                                         |           |
| 30 | 29 juillet   | Die Amigos                                         | Liebe siegt                                                 |           |
| 31 | 5 août       | Andrea Berg                                        | Ich würd’s wieder tun                                       |           |
| 32 | 12 août      | Amon Amarth                                        | The Great Heathen Army                                      |           |
| 33 | 19 août      | Cro                                                | 11:11                                                       |           |
| 34 | 26 août      | Giovanni Zarrella                                  | Per sempre                                                  |           |
| 35 | 2 septembre  | Kontra K                                           | Für den Himmel durch die Hölle                              |           |
| 36 | 9 septembre  | Roland Kaiser                                      | Perspektiven                                                |           |
| 37 | 16 septembre | Bonez MC & RAF Camora                              | Palmen aus Plastik 3                                        |           |
| 38 | 23 septembre | Electric Callboy                                   | Tekkno                                                      |           |
| 39 | 30 septembre | Kraftklub                                          | Kargo                                                       |           |
| 40 | 7 octobre    | Slipknot                                           | The End, So Far                                             |           |
| 41 | 14 octobre   | Santiano                                           | Die Sehnsucht ist mein Steuermann – Das Beste aus 10 Jahren |           |
| 42 | 21 octobre   | Red Hot Chili Peppers                              | Return of the Dream Canteen                                 |           |
| 43 | 28 octobre   | Taylor Swift                                       | Midnights                                                   |           |
| 44 | 4 novembre   | The Beatles                                        | Revolver                                                    |           |
| 45 | 11 novembre  | Johannes Oerding                                   | Plan A                                                      |           |
| 46 | 18 novembre  | Bruce Springsteen                                  | Only the Strong Survive                                     |           |
| 47 | 25 novembre  | Sarah Connor                                       | Not So Silent Night                                         |           |
| 48 | 2 décembre   | Broilers                                           | Puro Amor                                                   |           |
| 49 | 9 décembre   | Sarah Connor                                       | Not So Silent Night                                         |           |
| 50 | 16 décembre  | Sido                                               | Paul                                                        |           |
| 51 | 23 décembre  | Udo Jürgens                                        | Da capo, Udo Jürgens (Stationen einer Weltkarriere)         |           |
| 52 | 30 décembre  | Michael Bublé                                      | Christmas                                                   |           |

## Hit-parade de l'année
| Singles | Albums |
| --- | --- |
| 1. DJ Robin & Schürze – Layla 2. Glass Animals – Heat Waves 3. Luciano - Beautiful Girl 4. Gayle - ABCDEFU 5. Ed Sheeran - Shivers 6. Harry Styles - As It Was 7. Lost Frequencies feat. Calum Scott - Where Are You Now 8. Miksu/Macloud & T-Low - Sehnsucht 9. Elton John & Dua Lipa - Cold Heart 10. Nina Chuba - Wildberry Lillet | 1. Rammstein - Zeit 2. Helene Fischer - Rausch 3. ABBA – Voyage 4. Taylor Swift – Midnights 5. Harry Styles – Harry's House 6. Die Toten Hosen – Alles aus Liebe: 40 Jahre Die Toten Hosen 7. Kontra K – Für den Himmel durch die Hölle 8. Ed Sheeran – = 9. Roland Kaiser – Perspektiven 10. Adele - 30 |